# Тимашевська сільська рада
Тимаше́вська сільська рада (рос. Тимашевский сельский совет) — сільське поселення у складі Сакмарського району Оренбурзької області Росії.
Адміністративний центр та єдиний населений пункт — село Тимашево.

## Населення
Населення — 489 осіб (2019; 555 в 2010, 597 у 2002).